# AI Songfestival 2020
Het AI Songfestival was een zangwedstrijd gehouden in 2020. De wedstrijd was gebaseerd op het Eurovisiesongfestival en maakt gebruik van artificiële intelligentie in plaats van menselijke artiesten. Deze eerste editie werd uitgezonden op 12 mei 2020 door de VPRO, in samenwerking met onder andere NPO 3FM en NPO Innovatie. De initiatiefnemer van het programma was programmamaakster Karin van Dijk.

## Format
Elk land kan inzendingen insturen van een lied waarin gebruik wordt gemaakt van artificiële intelligentie. Liedjes worden gemaakt met hulp van een dataset met Eurovisie Songfestivalliedjes, algoritmes en machine learning. Menselijke input in het nummer is toegestaan. Net als het Eurosongfestival mag het lied niet langer duren dan drie minuten en is er een gelijkaardige puntenverdeling, waarbij 50% wordt bepaald door een vakjury en 50% door het publiek.
Het was voor het publiek mogelijk om al voorafgaand aan het festival een stem uit te brengen op de website van de VPRO, uiterlijk op 10 mei.
Vanwege de coronapandemie moesten de deelnemers via een videoverbinding met elkaar communiceren.

## Presentatie en jury

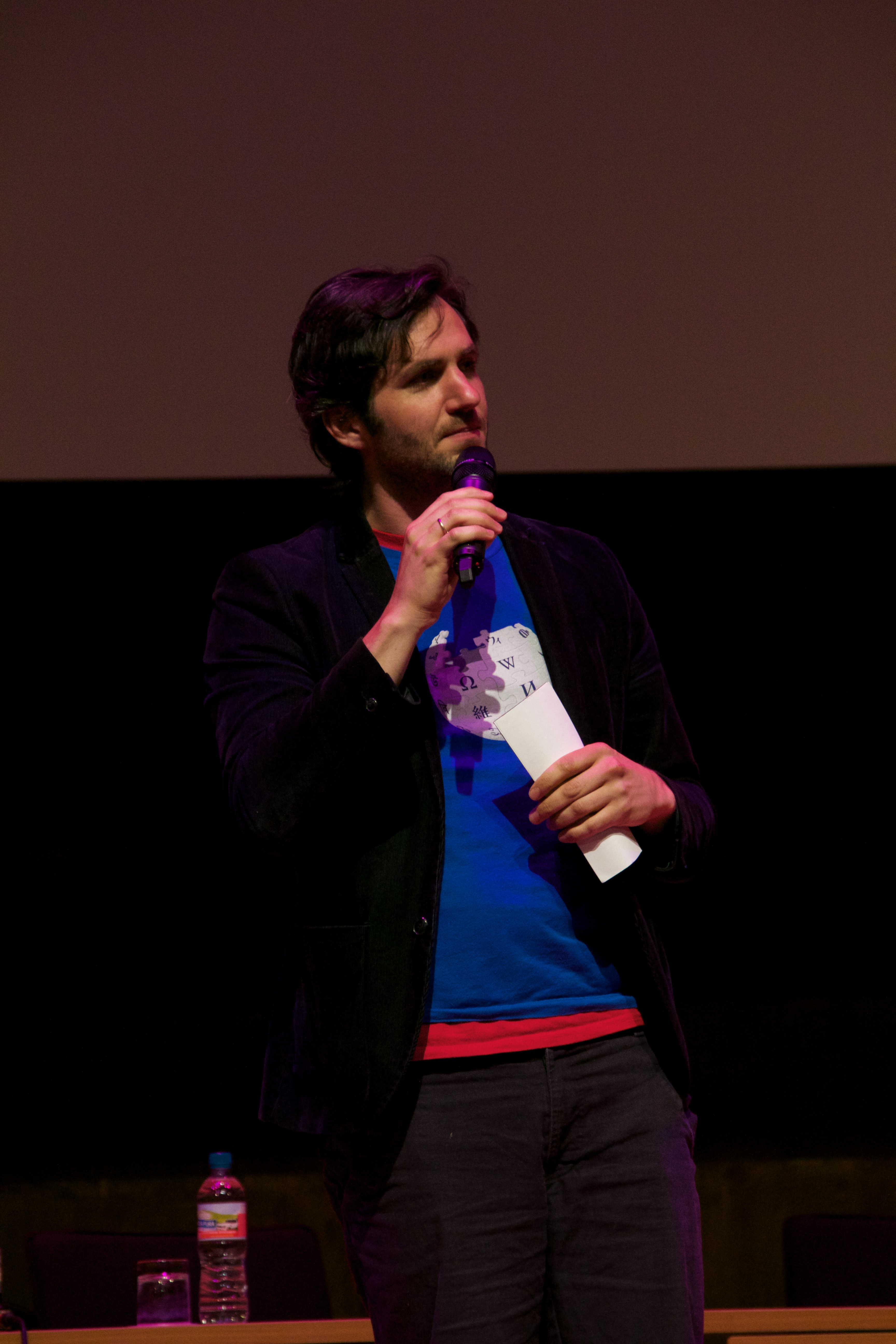
Lieven Schiere, presentator.

Lieven Scheire was aangetrokken om het programma te presenteren. Hij staat in Vlaanderen bekend om zijn interesse in onder andere artificiële intelligentie. Emma Wortelboer las de punten voor van de televoting.
De jury bestond uit drie deskundigen die allemaal thuis waren in AI:
- Nederland - Vincent Koops (Las de punten voor van de jury.)
- Verenigd Koninkrijk - Ed Newton-Rex
- Verenigde Staten - Anna Huang

Ze gaven punten op basis van de aanwezigheid van AI en het "Eurovisie-gehalte". Ook werd er gekeken naar de compositie.

## Uitslag

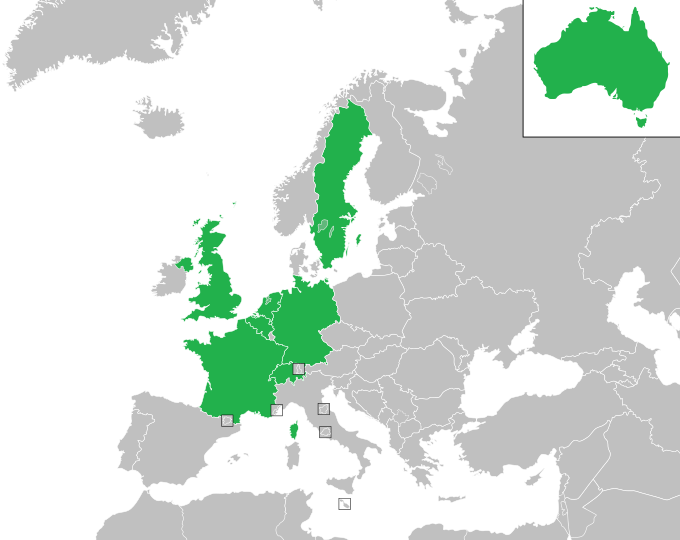
Kaart van deelnemende landen.

De jury kende de eerste plaats toe aan Duitsland en de tweede aan Australië, maar dankzij de publieksstemmen won Australië met 19,8 punten. Duitsland werd tweede met 0,4 punten verschil.
| Plaats | Land                | Taal          | Artiest                      | Lied                               | Punten |
| ------ | ------------------- | ------------- | ---------------------------- | ---------------------------------- | ------ |
| 1      | Australië           | Engels        | Uncanny Valley               | Beautiful the world                | 19,8   |
| 2      | Duitsland           | Engels        | Dadabots x Portrait XO       | I'll marry you, punk come          | 19,4   |
| 3      | Nederland           | Engels        | Can AI Kick It               | Abbus                              | 17,8   |
| 4      | Frankrijk           | Engels        | Algomus & Friends            | I keep counting                    | 15,5   |
| 5      | Nederland           | Engels        | COMPUTD / Shuman & Angel-Eye | I write a song                     | 13,8   |
| 6      | Verenigd Koninkrijk | Engels        | Brentry                      | Hope rose high                     | 12,7   |
| 7      | België              | Engels        | Polaris                      | Princess                           | 12,1   |
| 8      | België              | Engels        | Beatroots                    | Violent delights have violent ends | 11,3   |
| 9      | Frankrijk           | Frans         | DateDada                     | Je secoue le monde                 | 11     |
| 10     | Zweden              | Engels        | KTH, KMH en Doremir          | Come to ge ther                    | 10,9   |
| 11     | Duitsland           | Instrumentaal | OVGneUrovision               | Traveller in time                  | 9,6    |
| 12     | Duitsland           | Engels        | Ligatur                      | Offshore in deep water             | 8      |
| 13     | Zwitserland         | Engels        | New Piano                    | Painful words                      | 5,2    |